# Eliana no Parque
Eliana no Parque foi um programa de televisão brasileiro apresentado por Eliana e exibido pela Record entre 28 de março de 1999 à 25 de junho de 2000. Desde o início, o programa foi um game show, focado na audiência infanto-juvenil dos domingos.

## História
Eliana no Parque começou a ser produzido em 1999 como parte da proposta que a Record fez para contratar Eliana quando foi contratada pela emissora no ano anterior. A apresentadora havia tentado ter um programa voltado ao público jovem aos domingos ainda no SBT - emissora que a revelou, mas o próprio dono da emissora, Sílvio Santos, havia dito que naquele momento não seria possível atendê-la. A atração, inspirada no Domingo no Parque comandando pelo próprio Sílvio Santos com sucesso na década de 1980, era um game show que ia desde competições esportivas, como basquete, voleibol ou cabo de guerra, O programa competia pela audiência dos adolescentes diretamente com o seriado Sandy & Junior e o primeiro bloco do Planeta Xuxa, da TV Globo.
Apesar da audiência considerada satisfatória, o programa deixou a grade após um ano e meio no ar quando Eliana teve um esgotamento físico, uma vez que já apresentava o Eliana & Alegria de segunda à sexta-feira durante 2h30 ao dia, decidindo permanecer no comando apenas do diário.

## O Programa
Eliana no Parque consistia na disputa através de gincanas entre duas escolas. Haviam provas de cunho esportivo e social, sendo que essas últimas davam mais pontos. Eram três provas: Cada escola tinha de providenciar trabalho (com registro profissional) para um desempregado; dar bolsas de estudo e arrecadar a maior quantidade de alimentos não perecíveis. Os alimentos eram distribuídos pela Associação Beneficente Cristã (ABC). A entrega dos alimentos era exibida e acompanhada pela apresentadora e produção.
As outras brincadeiras eram pensadas para divertir a família, com o Corrida de Bebês, Cabo de Guerra, Pinguim, entre outros.
Mateus Carrieri comandou algumas brincadeiras a partir de uma academia de ginastica de São Paulo como o Futebol de Sabão, Basquete, Revesamento e Airon Man.
Tinha tambem convidados musicais como o Kiloucura, Terra Samba, Karametade e entre outros.

## Recepção
Antes do programa, a audiência na faixa horária era de apenas 4 pontos, com a exibição de desenhos animados como O Laboratório de Dexter e A Vaca e o Frango. Com a estreia, a audiência subiu para uma média de 7 pontos, alternando-se entre o terceiro e o segundo lugar na audiência – assim como Eliana & Alegria, que mantinha a vice-liderança.
A mídia especializada elogiou o programa e seu caráter social. O Jornal o Estado de São Paulo destacou que o programa da Record mostrava que um programa de auditório podia ser mais que um entretenimento familiar e ainda frisou que "desde a estreia em março, num total de 16 edições, incluindo a de hoje, às 14h30, o programa conseguiu, com os colégios, recolocar 14 desempregados no mercado de trabalho, entregar 16 bolsas de estudo e arrecadar 64 toneladas de alimentos".